# Josef Starzer
Josef Starzer   (Viena, 5 de gener de 1728 - Viena, 22 d'abril de 1787) fou un compositor austríac.
Després d'haver estat durant un temps violí solista de la capella de la cort a Viena, el 1760 passà a Sant Petersburg, on fou nomenat violí solista i compositor de la cort. El 1770 tornà a Viena, on entrà de nou en possessió del seu antic càrrec, que desenvolupà fins que la seva creixent obesitat l'obligà a deixar-ho. La seva música és brillant i melodiosa, i ben adaptada a l'acció dramàtica.
Va compondre uns 20 balls escènics, estrenats a Viena i a Sant Petersburg, citem els més famosos: Il Giudizio di Paride; Les Horaces; Le Cid; Moctezuma; Les Muses; La victoire de Flore; L'amore medico i El refugi de la joventut aquest amb la col·laboració de Raupach.
Juntament amb Georg Christoph Wagenseil i Georg Matthias Monn, Starzer fundà el Moviment Preclássic Vienès (Wiener Vorklassik).
També va escriure la música d'algunes comèdies líriques, com Die 3 Pächter i Die Wildschützen; l'oratori La passione de Gesù Cristo; simfonies; música di camera, etc.